# Philippe Demonsablon
Philippe Demonsablon, né le 30 avril 1927 à Soissons et mort le 17 janvier 2017 à Boulogne-Billancourt,,, est un critique de cinéma français du courant des années 1950, devenu ingénieur civil par la suite,.

## Éléments biographiques
Diplômé de la promotion 1946 de l'École polytechnique puis de la promotion 1951 des ingénieurs civils de l'École nationale des ponts et chaussées,, Demonsablon fait partie au début des années 1950 des nouveaux critiques engagés aux Cahiers du cinéma par André Bazin et Jacques Doniol-Valcroze. Entrant à la revue avec le numéro de Noël 1953, spécial « La Femme et le Cinéma », Demonsablon participe ensuite activement à l'établissement de la politique des auteurs par les « jeunes turcs » de la revue.
Il signe une cinquantaine de textes aux Cahiers, défendant Anthony Mann (Je suis un aventurier), Fritz Lang (Désirs humains et le diptyque indien Le Tigre du Bengale et Le Tombeau hindou), Luchino Visconti (Nuits blanches), Ingmar Bergman (L'Attente des femmes), ou encore King Vidor, Kenji Mizoguchi, Nicholas Ray, le Jean Renoir tardif et le texte de Jacques Rivette sur Roberto Rossellini. Intéressé par le cinéma américain et proche des « jeunes turcs », Demonsablon se rapproche également des réflexions esthétiques d'Éric Rohmer, se démarquant par des inventions critiques comme un « lexique mythologique pour l'œuvre d'Alfred Hitchcock ».
À la fin de la décennie, alors qu'arrivent de nouveaux critiques (Luc Moullet, Jean Douchet, André S. Labarthe), Demonsablon fait déjà partie des plus anciens de la rédaction avec Jean Domarchi ou Charles Bitsch. Face au soutien de la Nouvelle Vague, il suit la ligne du rédacteur en chef Éric Rohmer en continuant à écrire sur le classicisme cinématographique. Il publie son dernier texte en mai 1960, sur Soudain l'été dernier de Joseph L. Mankiewicz. Hors des Cahiers, Demonsablon contribue à la revue de Labarthe L'Écran en 1958, puis à Présence du cinéma pour un numéro sur Otto Preminger en 1962.